# Cristian Rocchetta
Pour les articles homonymes, voir Rocchetta.
Cristian Rocchetta, né le 2 mars 1998 à Vérone, est un coureur cycliste italien.

## Biographie
Cristian Rocchetta commence le cyclisme durant sa jeunesse dans un club de Vérone, sur ses terres natales,. Il évolue ensuite à l'ASD Service 2000 MC Donald's chez les juniors, puis intègre le club Northwave-Cofiloc pour ses débuts espoirs (moins de 23 ans).
En 2018, il intègre la formation General Store-Bottoli-Zardini. Bon sprinteur, il se distingue en obtenant trois victoires et diverses places d'honneur. L'année suivante, il s'impose à deux reprises. Sa progression est cependant entachée par un contrôle positif au tuaminoheptane sur le Trophée Visentini. Malgré sa défense, la Fédération italienne le suspend durant cinq mois pour négligence. Il effectue néanmoins un retour réussi à la compétition à partir de 2020 en gagnant une épreuve régionale et le classement des sprints au Tour d'Italie espoirs (deuxième d'une étape).
Lors de la saison 2021, il s'illustre une nouvelle fois chez les amateurs en décrochant quatre succès et de nombreux accessits. Ses bonnes performances lui permettent de remporter l'Oscar TuttoBici dans la catégorie "élites" (non-professionnels). Il se montre également à son avantage au niveau continental en terminant cinquième de la dernière étape du Tour de Roumanie, septième de l'étape inaugurale de la Semaine internationale Coppi et Bartali ou encore dixième d'une étape de l'Adriatica Ionica Race. Stagiaire chez Androni Giocattoli, il n'est toutefois pas recruté par cette formation. Cristian Rocchetta décide alors de rejoindre la structure Zalf Euromobil Fior en 2022. Toujours performant au sprint, il triomphe sur la Coppa Caduti Nervianesi et finit quatrième du Trophée de la ville de Brescia, ou encore cinquième du Grand Prix Kranj.
En 2023, il porte les couleurs de l'UC Trevigiani-Energiapura-Marchiol. Même s'il n'obtient qu'un seul succès, il collectionne les tops dix au niveau amateur. Il se classe par ailleurs quatrième de La Popolarissima et du Trophée de la ville de Castelfidardo, huitième du Circuito del Porto-Trofeo Arvedi ou encore dixième du Trophée de la ville de Brescia sur le circuit UCI.

## Palmarès et résultats

### Palmarès par année
| - 2012 - Medaglia d'Oro Nicola Chiumenti - 2014 - Gran Premio Sagra Balconi - Medaglia d'Oro Gianni Feriani - Giornata del Pedale - 2018 - Gran Premio San Luigi di Caselle - Circuito dell'Assunta - Circuito Alzanese - 2e du Gran Premio di Roncolevà - 2e de la Coppa 1° Maggio - 2e du Circuito Casalnoceto - 2e du Gran Premio Calvatone - 3e de la Coppa San Bernardino - 3e de la Medaglia d'Oro Fiera di Sommacampagna - 2019 - Coppa Belricetto - Coppa Ardigò - 2e de La Popolarissima - 3e de la Coppa San Bernardino - 2020 - Gran Premio General Store - 2e du Trofeo Papà Pederzolli - 2e du Trofeo Gran Monferrato - 3e du Gran Premio Calvatone - 2021 - Coppa Medicea - Gran Premio Città di Pontedera - 1re étape du Tour de Vénétie (contre-la-montre par équipes) - Gran Premio Comune di Castellucchio - Trophée de la ville de Castelfidardo - 2e du Mémorial Vincenzo Mantovani - 2e du Gran Premio General Store - 3e du Gran Premio Sportivi Sestesi - 3e de la Targa Comune di Castelletto Cervo - 3e du Trophée de la ville de Brescia - 3e de l'Astico-Brenta - 3e du Challenge Ciclismoweb | - 2022 - Coppa Caduti Nervianesi - Prologue du Tour de Vénétie (contre-la-montre par équipes) - 2e du Mémorial Polese - 2e du Trophée de la ville de Castelfidardo - 2e du Trophée Antonietto Rancilio - 2e du Giro delle Due Province - 3e du Trofeo Gavardo Tecmor - 2023 - Gran Premio San Luigi di Sona - 2e du Gran Premio San Bernardino - 2e du Trophée Antonietto Rancilio - 2e de la Coppa Città di Bozzolo - 3e du Mémorial Vincenzo Mantovani - 3e de la Medaglia d'Oro Frare De Nardi - 3e du Mémorial Fornasiero - 3e de la Coppa San Vito - 2024 - 2e du Mémorial Polese - 2e de la Coppa Caduti Nervianesi - 3e du Grand Prix De Nardi - 3e du Trophée Visentini - 3e du Trofeo Casa del Popolo Tripetetolo |  |

### Classements mondiaux
| Année                                 | 2019  | 2020  | 2021  | 2022  | 2023  |
| ------------------------------------- | ----- | ----- | ----- | ----- | ----- |
| Classement mondial                    | 1445e | 2163e | 2339e | 1182e | 1181e |
| UCI Europe Tour                       | 974e  | 1576e | 1561e | 825e  | nc    |
|                                       |       |       |       |       |       |
| Légende : nc = non classéSource : UCI |       |       |       |       |       |